# Fanbrush
Fanbrush est une marque déposée et utilisée pour un nouveau concept de crayon de maquillage (face painting).

## Description
Ce concept possède comme particularité d'être le premier crayon de maquillage multi-lignes au monde. Chaque crayon possède plusieurs mines de couleurs différentes assemblées par une technique de fabrication cosmétique mise au point en France. Les mines assemblées, de 2 à 6 couleurs permettent le maquillage de motifs à base de lignes parallèles, comme représentation de drapeaux pour supporteurs ou du maquillage festif et de déguisements.
Le premier crayon de maquillage multi-ligne au monde a été mis sur le marché pour la première fois en 2004, en Europe et sous la marque Fanbrush. Le concept a fait l'objet de dépôts de marques, brevets et modèles. Il a été inventé par Pierre Maillé, fondateur de la société Imalis.

## Gamme de Produits
La gamme Fanbrush comprend plus de 1 000 références, avec des modèles à 2, 3, 4 ou 6 mines pour des maquillages en lignes, croix, cercles ou motifs variés. Le produit est entièrement personnalisable aux couleurs et logos de clubs, nations, institutions ou événements, offrant ainsi aux marques un support de communication original et impactant.

## Fan Engagement
Bien plus qu’un simple produit de maquillage, Fanbrush est un véritable vecteur de fan engagement. Il permet de créer un lien émotionnel fort entre les supporters et les marques, les clubs ou les événements. En favorisant des interactions ludiques et participatives, Fanbrush transforme l’acte de supporter en un rituel collectif, où chaque coup de crayon devient un symbole d’appartenance et de fierté.

## Maquillage Tribal
En 2015, +9 millions d'unités avaient été commercialisées depuis son lancement. Ce crayon est utilisé pour le maquillage tribal et identitaire notamment lors de manifestations sportives, festives ou revendicatives.
La marque Fanbrush est entrée dans le Livre Guinness des records en 2008 pour la plus grande opération de maquillage du monde